# Долфин
Долфин је острвце у Јадранском мору. Припада Хрватској
Налази се у Кварнерићу, западно од Товарнела, најсевернијег насеља острва Пага.
Највиши врх острва износи 23 метара.
Југоисточно од Долфина налази се Мали Долфин.